# بونونتورا دوروتی

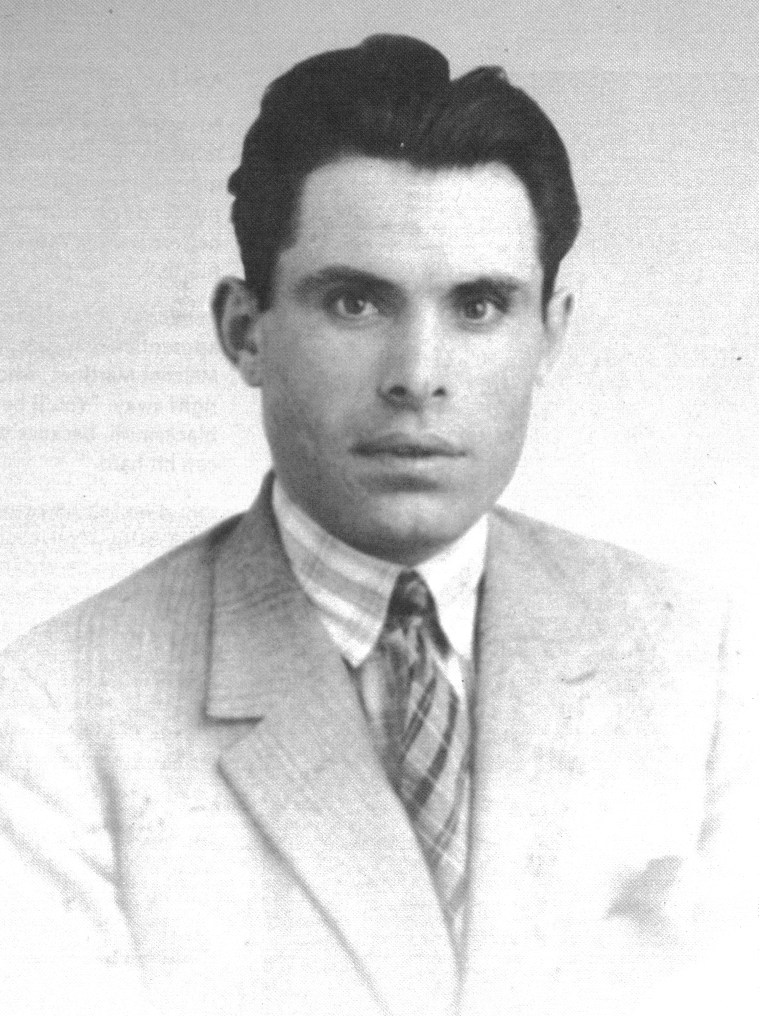
بونونتورا دوروتی

بوئنوونتورا دوروتی از چهره‌های سرشناس آنارشیست در جنگ داخلی اسپانیا بود.

## زندگی‌نامه
بونونتورا دوروتی در ۱۸۹۶ در شهر لئون در مرکز اسپانیا به دنیا آمد. پدرش کارگر راه‌آهن و عضو یک گروه سوسیالیستی بود.

## زندگی سیاسی
او در ۱۴ سالگی مدرسه را ترک کرد و به عنوان مکانیک در راه‌آهن به کار مشغول شد. بعد از چند سال یک اعتصاب به خاطر رعایت نشدن حقوق کارگران توسط دولت را رهبری کرد که بعد از چند روز با دخالت نیروهای ارتش اعتصاب شکست خورد. افراد ارتش ۷۰ نفر را کشتند، ۵۰۰ نفر را زخمی‌کردند و ۲۰۰۰ نفر را دستگیر کردند. دوروتی توانست به فرانسه فرار کند و در آنجا توانست با آنارشیست‌های در تبعید ارتباط بر قرار کند. تحت تأثیر آن‌ها دوروتی نیز به آنارشیست‌ها ملحق شد.
حکومت سلطنتی اسپانیا در ۱۹۳۱ سقوط کرد. حکومتی که با کلیسای کاتولیک اسپانیا رابطه‌ای تنگاتنگ داشت. وی همراه با یار فرانسویش که در آن موقع حامله بود به بارسلون آمد و گروه نوستروس را در آنجا تشکیل داد.
در زمان جنگ داخلی با این‌که نیروهای فرانکو از نظر نظامی مجهزتر بودند و هیتلر و موسولینی به‌طور متوسط روزی ده هزار بمب می‌ریختند؛ پیروزی همیشه با آنارشیستها بود. آنارشیستها بعد از عقب راندن فاشیستها در ایالت آستوریاس به رؤیای آنارشیستها واقعیت بخشیدند: در آستوریاس پول ارزشی نداشت؛ و همه چیز مساوی تقسیم شده بود. هیچ جنسی ارزشگذاری نشده بود. چرا که نظام پولی از بین رفته بود. در بقیه نقاط اسپانیا نیز گروه‌های تروریستی کارخانه‌ها را منفجر می‌کردند و کارگران و دهقانان را تشویق به اعتصاب می‌کردند. دوروتی می‌گفت از این که جایی را خراب کنید ناراحت نباشید چون خود ما کارگرها همه چیز را درست کرده‌ایم و باز هم درست می‌کنیم. ابتدا باید سیستم بورژوازی را از بین ببریم و به بلشوییک‌ها نشان دهیم که انقلاب چگونه صورت می‌گیرد. زمانی که نیروهای فرانکو به مادرید حمله کردند؛ آنارشیست‌ها تا آخرین نفر مقاومت کردند تا بالاخره شهر را باز پس گرفتند. اما گلدمن در ۶۰ سالگی به اسپانیا آمده بود و به درخواست دوروتی بولتن انگلیسی را اداره می‌کرد.
استالین طی تلگرافی به فرماندهان ارتش روسیه نوشت: زمان آن رسیده که تروتسکیست‌ها و آنارشیست‌ها را در منطقه جارو کنید. تا یک روز قبل از آن همه این گروه‌ها بر ضد دشمن مشترک یعنی ملی‌گراها می‌جنگیدند. تمام عملیات بازپس‌گیری مادرید توسط تروتسکیست‌ها و آنارشیست‌ها و گروهی ایتالیایی به نام گاریبالدین‌ها انجام شده بود. حالا به دستور استالین تمامی این افراد توسط تانک‌های روسی باید از بین بروند. زمینه شکست در جنگ از همین‌جا شروع شد. حزب فالانژ توسط نازی‌های آلمان و فاشیست‌های ایتالیا تغذیه می‌شد؛ و حرکت ارتش سرخ وضعیت را در شرق خراب کرد و زمینه‌ساز حرکت نیروهای فرانکو را ایجاد کرد.
بعد از سقوط مادرید دوروتی یکبار دیگر خواست آنجا را با نیرویی ۱۸۰۰ نفری بازپس گیرد که در یک زدوخورد کشته شد. مراسم به خاکسپاریش بزرگ‌ترین گردهمایی در تاریخ اسپانیا بود. ۵۰۰هزار نفر در بارسلون با پرچم‌های سیاه و سرخ جمع شده بودند. دوروتی تنها کسی بود که توانست برای مدتی آنارشیسم را در یک منطقه ایجاد کند. فرانکو تا سال ۱۹۷۵ در قدرت ماند. میلیون‌ها نفر توسط نیروهای فرانکو کشته شدند و چندین شهر به‌طور کامل تخریب شد.

## نحوه عملکرد
دوروتی برعکس دیگر روشنفکران کمونیست هر چه را خوانده بود و فکر کرده بود عمل کرد و هیچوقت خود را محدود به کار تئوری نکرد.

## نگارخانه

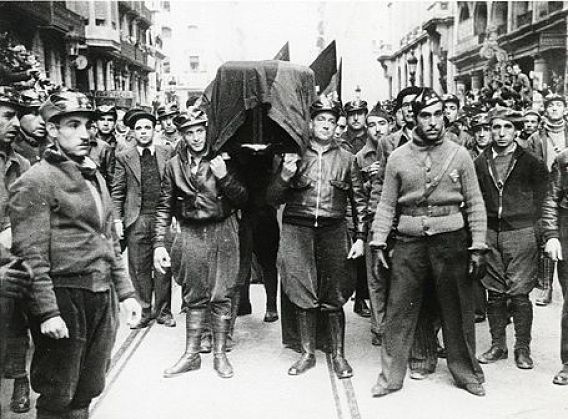
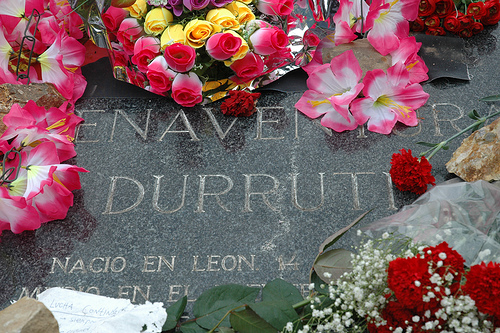
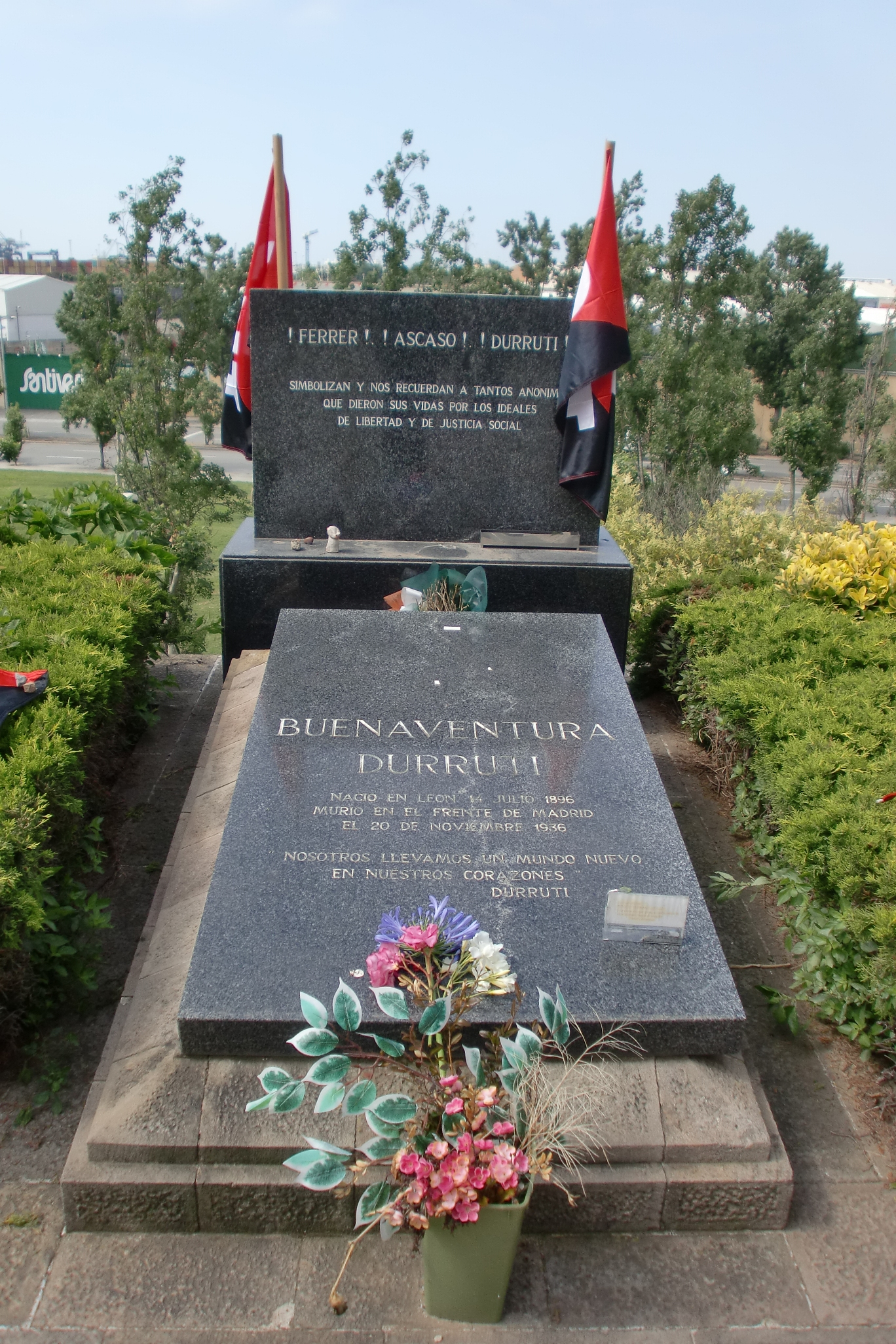
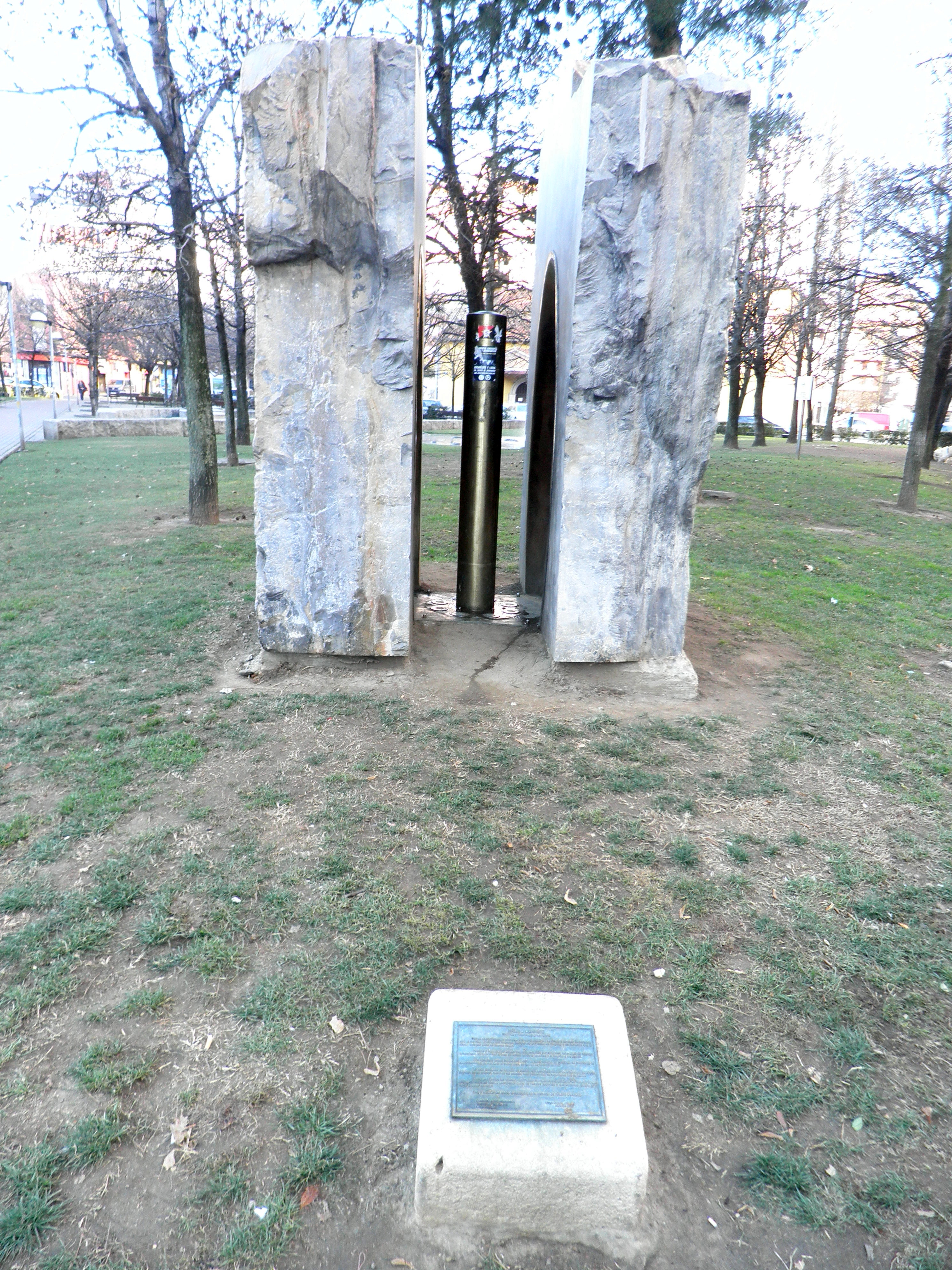